# 基希劳特
基希劳特是德国巴伐利亚州的一个市镇。总面积16.91平方公里，总人口1374人，其中男性690人，女性684人（2011年12月31日），人口密度81人/平方公里。